# 利波沃茨鄉
46°34′N 27°42′E / 46.567°N 27.700°E
利波沃茨鄉（羅馬尼亞語：Comuna Lipovăț, Vaslui），是羅馬尼亞的鄉份，位於該國東北部，由瓦斯盧伊縣負責管轄，面積71平方公里，海拔高度137米，2007年人口4,348，人口密度每平方公里61人。